# Magyar Arcképfestők Társasága
A Magyar Arcképfestők Társasága 1929-től 1948-ig működött magyar képzőművészeti társaság volt, elsődleges célja a hivatásos portréfestők érdekképviseletének ellátása. A társaságnak 1937-ben 35 tagja volt.

## Története
A Magyar Arcképfestők Társasága 1929-ben alakult az akkori fiatalabb művészgeneráció néhány tagjának kezdeményezésére. Célja a hivatásos portréfestő festőművészek érdekképviseletének előmozdítása, valamint és a nagyközönség hiteles tájékoztatása az arcképfestészettel kapcsolatos ügyekben. A tagság alkotásaiból évente egyszer rendeztek kiállítást a Nemzeti Szalonban.
Bende János így ír a Társaság tagjainak hitvallásáról:

„Tagjai között senki nem vallotta azt, hogy „aki hasonló arcképet akar, az menjen fotográfushoz”, de azért igyekeztek belevinni a köztudatba azt, hogy a művészi arcképnek ugyan a hasonlóság az első feltétele, és csak ezután következik az artisztikus előadás, ízléses elrendezés, szép szín stb., a hasonlóság azonban bármily tökéletes is, még nem jelenti, hogy az arckép művészi alkotás. Más a külső hasonlóság, és más az egyén jellemének külső formák után való visszaadása. Az utóbbihoz különleges művészi tehetség szükséges, és az így megalkotott arcképek még akkor is felette állnak a csak jól, lelkiismeretesen megfestetteknek, ha nem is annyira hasonlók.”

A társaságnak Balló Ede volt az elnöke, Glatz Oszkár a társelnöke és Moldován Béla az ügyvezető igazgatója. Balló halála után Glatz Oszkárt választották meg elnöknek, és az 1937 októberében rendezett kiállítást Balló Ede emlékének szentelték. Ekkor 35 tagja volt a társaságnak. A Társaság 1948-ban szűnt meg.

## Tagsága
A megalakuláskor a következők személyek voltak a Társaság tagjai:
- László Fülöp (tiszteletbeli tag)
- Karlovszky Bertalan (tiszteletbeli tag)
- Áldor János László
- Burghardt Rezső
- Éder Gyula
- Fényes Adolf
- Frank Frigyes
- Hatvani Lajos
- Halmi Artúr
- Kandó László
- Knopp Imre
- Kukán Géza
- Kunwald Cézár
- Mattyasovszky Zsolnay László
- Márk Lajos
- Sárkány Gyula
- Szüle Péter
- Tatz László
- Udvary Pál